# King River (vattendrag i Australien, Victoria)
King River är ett vattendrag i Australien. Det ligger i delstaten Victoria, omkring 200 kilometer nordost om delstatshuvudstaden Melbourne.
Trakten runt King River består till största delen av jordbruksmark. Runt King River är det mycket glesbefolkat, med 2 invånare per kvadratkilometer. Genomsnittlig årsnederbörd är 1 060 millimeter. Den regnigaste månaden är juli, med i genomsnitt 135 mm nederbörd, och den torraste är november, med 44 mm nederbörd.